# Marc Charig
Mark Charig (n. 22 februarie 1944, Londra) este un trompetist și cornetist britanic.
Fost membru al formației Soft Machine, și colaborator pe mai multe albume ale formației King Crimson.
Locuiește actualmente în Germania fiind membru al Conduction Orchestra